# Instytut Filozofii i Socjologii Polskiej Akademii Nauk
Instytut Filozofii i Socjologii Polskiej Akademii Nauk – instytut naukowy Polskiej Akademii Nauk z siedzibą w Pałacu Staszica w Warszawie. Jego podstawowym celem działania jest prowadzenie zaawansowanych badań w zakresie filozofii i socjologii. Oprócz działalności naukowej Instytut prowadzi działalność edukacyjną, wydawniczą oraz popularyzatorską.

## Historia
Instytut Filozofii i Socjologii PAN powstał w 1956. Na fali liberalizacji politycznej do działalności naukowej włączyło się wielu wybitnych filozofów okresu międzywojennego, między innymi Kazimierz Ajdukiewicz i Tadeusz Kotarbiński. Wśród socjologów współtworzących Instytut znaleźli się tacy wybitni uczeni, jak Stanisław i Maria Ossowscy, Józef Chałasiński, Jan Szczepański. Początki Instytutu sięgają 1955 r. Zalążkiem Instytutu był Zakład Filozofii – pod kierownictwem Adama Schaffa, oraz Pracownia Materializmu Historycznego – pod kierownictwem Juliana Hochfelda. W strukturze PAN istniały ponadto jeszcze samodzielne placówki. Katedra Materializmu Dialektycznego, nastawiona przede wszystkim na obsługę aspirantów (kierowana przez Czesława Nowińskiego), Zespół bibliograficzny przy Komitecie Nauk Filozoficznych pracujący nad wielotomową „Bibliografią Filozofii Polskiej" (kierownik – Alicja Kadler) oraz Zakład Socjologii i Historii Kultury (pod kierownictwem Józefa Chałasińskiego) Pierwsze dwie z wymienionych placówek weszły w skład Instytutu Filozofii i Socjologii, ostatnia uległa rozwiązaniu w 1959 r., zaś znaczna część jej pracowników znalazła zatrudnienie w Instytucie. Kierownikiem Instytutu został mianowany Adam Schaff, jego zastępcą Kazimierz Ajdukiewicz. Przewodniczącym Rady Naukowej został ówczesny prezes PAN Tadeusz Kotarbiński. Osobami zaangażowanymi w powstanie placówki były Adam Schaff, Julian Hochfeld, Czesław Nowiński, Kazimierz Ajdukiewicz, Tadeusz Kotarbiński, Stanisław Ossowski, Maria Ossowska, Józef Chałasiński, Jan Szczepański.
Instytutem kieruje dyrektor (od 2025 roku prof. Valentina Lepri), a jego zastępcami są: w zakresie filozofii dr Katarzyna Kremplewska, w zakresie  socjologii prof. Krzysztof Niedziałkowski. Bieżący nadzór nad działalnością Instytutu sprawuje Rada Naukowa. W 2019 roku w Instytucie zatrudnionych jest 147 pracowników, w tym 106 pracowników naukowych: 52 osoby to samodzielni pracownicy nauki (17 profesorów i 35 docentów), 54 zaś – to młodsi pracownicy naukowi (26 adiunktów i 2 asystentów). W bibliotece zatrudnione są 4 osoby, w wydawnictwie trzy osoby, w Ośrodku Realizacji Badań Socjologicznych dwie, a w pionie techniczno-administracyjnym Instytutu 37 osób. Instytut posiada uprawnienia do nadawania stopni naukowych doktora i doktora habilitowanego nauk społecznych w dyscyplinie nauki socjologiczne.
W ocenie jednostek naukowych IFiS PAN otrzymał w roku 2013 ocenę A+.  Po raz kolejny Instytut w ocenie parametrycznej, przeprowadzonej w roku 2017, został uznany za jednostkę wiodącą pod względem jakości działalności naukowej i otrzymał kategorię A+.

### Dyrektorzy Instytutu
1. Adam Schaff (1956–1968)
2. Jan Szczepański (1968–1975)
3. Tadeusz M. Jaroszewski (1976–1981)
4. Kazimierz Doktór (1981–1987)
5. Piotr Płoszajski (1988–1991)
6. Andrzej Rychard (1991–2000)
7. Henryk Domański (2000–2012)
8. Andrzej Rychard (2012-2025)
9. Valentina Lepri(inne języki) (2025-obecnie)

### Zatrudnienie w instytucie
- 1956 – 45 osób
- 1976 – 284 osoby
- 1991 – 231 osób
- 1992 – 129 osób
- 2001 – 125 osób
- 2006 – 111 osób
- 2011 – 116 osób
- 2019 – 147 osób

## Struktura
W skład Instytutu Filozofii i Socjologii wchodzą: 
- Jednostki badawcze, czyli zakłady i zespoły realizujące wieloletnie programy naukowe:
  - m.in. Zespół Badań nad Zagładą Żydów
- Placówki edukacyjne IFiS PAN:
  - Szkoła Nauk Społecznych (GSSR)[4][5]
- Wydawnictwo IFiS PAN
- Ośrodek Realizacji Badań Socjologicznych (ORBS)
- Biblioteka, wspólna z Wydziałem Filozofii i Socjologii Uniwersytetu Warszawskiego i Polskim Towarzystwem Filozoficznym, zawierająca największy w kraju zbiór publikacji filozoficznych i socjologicznych.